# Nedostatek bóru u rostlin

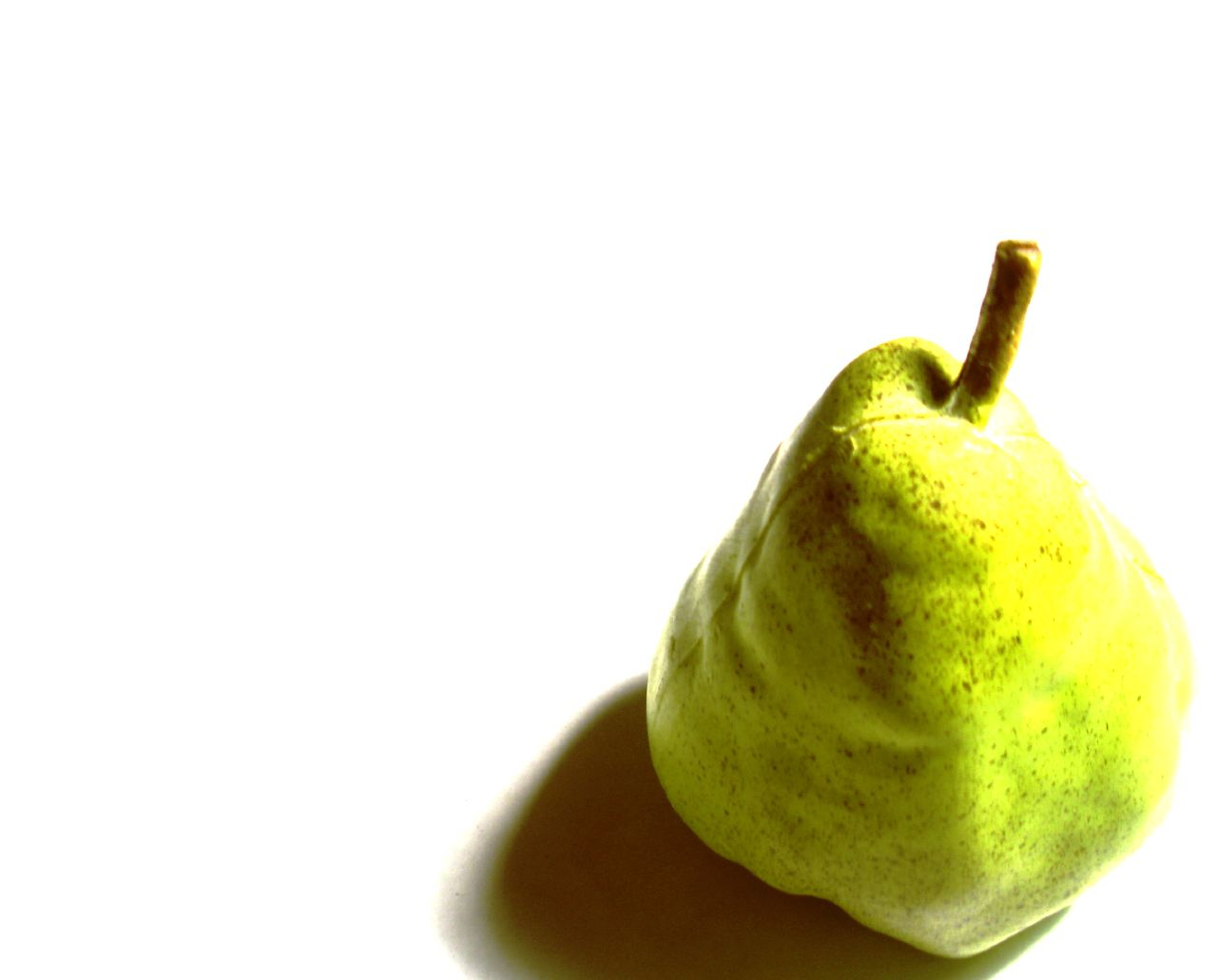
U hrušek vlivem nedostatku boru dochází k deformacím plodu.

Nedostatek bóru u rostlin je fyziologická porucha rostlin, je způsobena nedostatkem příjmu boru. Je nejrozšířenější poruchou příjmu živin na celém světě a způsobuje velké ztráty v rostlinné výrobě jak kvantitativně, tak kvalitativně.
Bór příznivě ovlivňuje akumulaci fosforu v listech. Z úlohy metabolismu fosforu vyplývá i význam bóru ve vztahu k fotosyntéze.
Nedostatek bóru má vliv na vegetativní a reprodukční růst rostlin, který má za následek inhibici buněčného růstu, odumírání pletiv a sníženou plodnost. Rostliny obsahují bór jak v rozpustné tak v nerozpustné formě. Zdá se, že se nerozpustný bór je funkční forma, zatímco rozpustný bór představuje přebytek. Bór je nezbytný pro růst vyšších rostlin. Hlavní funkcí prvku je poskytnout strukturální celistvost buněčné stěny v rostlinách. Další funkce pravděpodobně zahrnují udržování plazmatické membrány a další metabolické procesy.
Bór má vliv na dobré přezimování a vývoj kořene. Nedostatek bóru snižuje syntézu cytokininu a zvyšuje hladinu auxinu, v důsledku hromadění auxinu dochází k odumírání tkání.
Na jaře zůstávají rostliny trpící nedostatkem bóru déle ve stádiu listové růžice a odkládají prodlužovací růst.

## Výskyt
Vyskytuje nejčastěji na půdách vzniklých z rulového podkladu, nebo v řepařských oblastech, kde jsou půdy značně hnojeny vápnem.

## Příznaky
Symptomy zahrnují odumírání vegetačních vrcholů, zakrslý růst a může v extrémních případech zabránit plodnosti. Pupeny se špatně rozvíjí a po odkvětu hnědnou a odumírají.
Mezi specifické příznaky patří;
- jabloň - křenčení jablek nepravidelný růst plodů s povrchovými deformacemi a zahnědlými, zkorkovatělými skvrnami na slupce, praskání plodů až k jadřinci (křenčení), uvnitř plodů větší zahnědlá místa v dužnině[4]
- řepa a mák - srdéčková hniloba, skvrny na kořenech
- zelí - deformované listy, duté prostory v stonku.
- květák - špatná rozvoj květenství, vznikají hnědé skvrny.
- celer - řapíky pukají na horní ploše, vnitřní tkáň je červenohnědá, rovněž způsobuje černání bulev, na bulvě se v oblasti srdéčka tvoří dutina v bulvě.
- hrušeň - nové výhony na jaře odumírají, u plodů se vyvíjejí korkovité hnědé skvrny na povrchu. Plody se deformují.
- jahody - malý vzrůst, listy malé žluté a mají svraštělé špičky. Plody jsou malé a bledé. Jahodník potřebuje pro kvetení a počáteční tvorbu plodů. Ten se podílí na prorůstání pylového zrna čnělkou. Deformované plody bývají často způsobené nedostatkem bóru.
- vodnice, tuřín - hnědé nebo šedé skvrny, kruhy uvnitř kořenů.
- Arecaceae (palmy) - hnědé skvrny na listy a nižších produktivita
- lilek brambor - svinování listů, vodnatelnost hlíz.[L 1]
- meruňka, švestka a slíva - listy mají lodičkovitý tvar, jsou křehké a úzké. Plody hnědnou, korkovatí, pukají do hloubky a jsou znetvořené.
- třešeň a višeň - skvrnitost a chloróza listů, praskání plodů
- réva vinná - chloróza listů, snižuje se násada plodů.[3]

## Ochrana rostlin

### Prevence
Využití znalostí z rozboru půdy a potřeb rostlin k plánování hnojení. Používání komplexních hnojiv a hnojiv s obsahem mikroprvků jako příměs v pesticidních přípravcích při postřiku na listy.

### Ošetření při výskytu
K odstranění deficience je obvykle doporučován borax (Na2B4O7.10H2O) nebo H3BO3. Lze použít Solubor (20,5% B), případně Folibor (4% B; 3,2% N).